# Live Bait for the Dead
Live Bait for the Dead — концертный альбом группы Cradle of Filth, вышедший в 2002 году, один из двух изданных в 2002 году (наряду со сборником «Lovecraft & Witch Hearts»), сделанных для завершения договора с Music for Nations перед уходом на Sony.
Запись этого же концерта включена в DVD Heavy Left-Handed and Candid (тур «Midian»).

## Список композиций

### Диск 1 — Eleven Burial Masses
1. The Ceremony Opens (Intro) — 02:45
2. Lord Abortion — 06:34
3. Ebony Dressed for Sunset — 02:55
4. The Forest Whispers My Name — 04:56
5. Cthulhu Dawn — 04:31
6. Dusk and Her Embrace — 06:24
7. The Principle of Evil Made Flesh —— 05:43
8. Cruelty Brought Thee Orchids — 07:55
9. Her Ghost in the Fog — 07:33
10. Summer Dying Fast — 05:44
11. Creatures that Kissed in Cold Mirrors (Interlude) — 03:56
12. From the Cradle to Enslave — 06:00
13. Queen of Winter, Throned — 10:04

### Диск 2
1. Born in a Burial Gown [The Polished Coffin mix] — 05:18
2. No Time to Cry [Sisters of No Mercy mix] — 04:20
3. Funeral in Carpathia [soundcheck recording] — 08:23
4. Deleted Scenes of a Snuff Princess — 05:38
5. Scorched Earth Erotica [original demo version] — 04:57
6. Nocturnal Supremacy [soundcheck recording] — 06:03
7. From the Cradle to Enslave [Under Martian Rule mix] — 06:05
8. The Fire Still Burns (кавер Twisted Sister) — 04:08

+ видеоклип «No Time To Cry».

## Участники записи
- Дэни Филт — вокал
- Пол Аллендер — гитара
- Джаен Пирес — гитара
- Робин "Грэйвз" Иглстоун[англ.] — бас
- Мартин Пауэлл — клавиши
- Адриан Эрландссон — ударные
- Сара Джезебел Дэва — вокал